# جيمي ريتشاردز (لاعب اتحاد الرغبي)
جيمي ريتشاردز (بالإنجليزية: Jimmy Richards)‏ هو لاعب اتحاد الرغبي بريطاني، ولد في 11 ديسمبر 1975 في بيمبروكشاير في المملكة المتحدة.